# Ronald van Gelderen
Ronald van Gelderen (RvG) (Rotterdam, 25 februari 1976) is een Nederlandse trance diskjockey en richtte in 2009 het Raw-Sessions Recordings platenlabel op.
In 1997 is Van Gelderen begonnen met het produceren van muziek waarna hij een jaar later zijn eerste single My X-perience heeft uitgebracht onder de naam Formologic. Onder verschillende pseudoniemen produceerde de singles Sweet Substance,  Re-Form, Pants Down Spanking en Contagious.  Naast zijn eigen platen, heeft hij ook platen geproduceerd met Tiësto en Paul van Dyk.
In 2001 heeft Van Gelderen de single Suburban Train / Urban Train geproduceerd in samenwerking met Tiësto. Hij is toen begonnen met het produceren van muziek onder zijn eigen naam. Hij heeft onder andere de singles Proceed en Sustain geproduceerd op en samengewerkt met de labels Tsunami Records, Cold Storage en High Contrast Recordings.

## Pseudoniem
Van Gelderen heeft onder verschillende aliassen geproduceerd:
Kid Vicious, Electrobics, Formologic, N-Fluence en Spacepunk.

## Discografie

### Albums
| Album              | Datum van verschijnen | Label | Onder de naam       |
| ------------------ | --------------------- | ----- | ------------------- |
| Cold Storage       | 17 november 2004      |       | Ronald van Gelderen |
| F!LTH              | 20 september 2005     |       | Ronald van Gelderen |
| Trance Energy 2006 | 13 february 2006      |       | Ronald van Gelderen |
| Realize            | 18 december 2006      |       | Ronald van Gelderen |
| Embrace Me         | 8 juli 2008           |       | Ronald van Gelderen |
| Dirty Rocker       | 7 december 2007       |       | Ronald van Gelderen |

| Single              | Datum van verschijnen | Label                    | Onder de naam       |
| My X-perience       | 1998                  | Flamable Records         | Formologic          |
| Everlast            | 1998                  | Flamable Records         | Formologic          |
| Sweet Substance     | 1999                  | Polar State              | N-Fluence           |
| Interrupted Journey | 1999                  | Polar State              | N-Fluence           |
| Paraphrase          | 2001                  | Tsunami Records          | Kid Vicious         |
| Integrate           | 2001                  | Tsunami Records          | Kid Vicious         |
| Re-Form             | 2001                  | Tsunami Records          | Kid Vicious         |
| Pants Down Spanking | 2001                  | Tsunami Records          | Kid Vicious         |
| Contagious'         | 2001                  | Tsunami Records          | Kid Vicious         |
| Proceed             | 2002                  | Tsunami Records          | Ronald van Gelderen |
| Konga               | 2002                  | Polar State              | Ronald van Gelderen |
| Aftershock          | 2002                  | Polar State              | Ronald van Gelderen |
| Phonetic            | 2002                  | Tsunami Blended Sessions | Electrobics         |
| Indecisive          | 2002                  | Tsunami Blended Sessions | Electrobics         |
| Look Who' Stalking  | 2002                  | Tsunami Blended Sessions | Electrobics         |
| Sustain             | 2003                  | Tsunami Records          | Ronald van Gelderen |
| Crying Out'         | 2003                  | Tsunami Records          | Ronald van Gelderen |
| Cold Storage        | 2005                  | High Contrast Recordings | Ronald van Gelderen |
| F!LTH               | 2006                  | High Contrast Recordings | Ronald van Gelderen |
| Realize             | 2007                  | High Contrast Recordings | Ronald van Gelderen |
| This Way            | 2007                  | High Contrast Recordings | Ronald van Gelderen |
| Rush                | 2008                  | High Contrast Recordings | Ronald van Gelderen |
| Embrace Me          | 2008                  | High Contrast Recordings | Ronald van Gelderen |
| Dirty Rocker        | 2008                  | High Contrast Recordings | Ronald van Gelderen |
| Devil With a Cause  | 2009                  | RAW-session recordings   | Ronald van Gelderen |
| Backstabberzz       | 2009                  | RAW-session recordings   | Ronald van Gelderen |
| Vinken Park         | 2009                  | RAW-session recordings   | Ronald van Gelderen |
| Liam Rocks          | 2009                  | RAW-session recordings   | Ronald van Gelderen |
| I Will Love Again   | 2014                  | ASOT / Armada            | Ronald van Gelderen |
| Redemption          | 2015                  | High Contrast Recordings | Ronald van Gelderen |
| Bliss               | 2015                  | High Contrast Recordings | Ronald van Gelderen |
| Bedrock             | 2015                  | High Contrast Recordings | Ronald van Gelderen |
| Waking              | 2015                  | High Contrast Recordings | Ronald van Gelderen |
| Ratio               | 2015                  | High Contrast Recordings | Ronald van Gelderen |
| Nightwalker         | 2015                  | High Contrast Recordings | Ronald van Gelderen |

| Track          | Datum van verschijnen | In samenwerking met |
| -------------- | --------------------- | ------------------- |
| Urban Train    | 2001                  | Tiësto              |
| Suburban Train | 2001                  | Tiësto              |